# Tactique du tire et détale
 (juillet 2022).
Le contenu est difficilement compréhensible vu les erreurs de traduction, qui sont peut-être dues à l'utilisation d'un logiciel de traduction automatique.
La méthode tire et détale (en anglais : shoot-and-scoot) est une tactique de bombardement d'artillerie consistant à tirer sur une cible puis à s'éloigner rapidement de la zone de tir pour éviter les tirs de contre-batterie de l'artillerie ennemie.

## Principe
Des tactiques similaires ont été adoptées par les pelotons de M270 Multiple Launch Rocket System (MLRS) lorsqu'ils sont entrés en service, bien que dans ce cas, les lanceurs se rendaient généralement en premier sur un site de rechargement après le tir  : B-18 Il peut être utilisé par le Pinaka MBRL indien ou les Grad, Uragan et Smerch russes, bien qu'à l'origine les systèmes comme le Grad utilisaient des tactiques plus traditionnelles.
La tactique a également été adaptée pour une utilisation plus générale avec les batteries de canons automoteurs (comme le M109 Paladin américain ou le Panzerhaubitze 2000 allemand).

## Histoire

### Guerre du Caucase
Le Naib tchétchène Talhig de Shali était célèbre pour ses tactiques de "Tire et détale" (appelées artillerie nomade par les Russes) pendant les guerres du Caucase dans les années 1830-50. Selon l'historien et professeur russe Nikolay Smirnov, il était l'un des premiers commandants à utiliser cette tactique.

### Seconde Guerre mondiale
La nécessité de cette tactique au cours de la Seconde Guerre mondiale est devenue évidente en raison de la signature fumigène notable produite par l'utilisation d'armes d'infanterie antichars telles que le lance-grenades antichar allemand Panzerfaust, le bazooka américain M1 et ses dérivés allemands Panzerschreck, ainsi que par les différents modèles de systèmes de roquettes de barrage allemands Nebelwerfer et Wurfrahmen 40. À l'époque moderne, il est important de se déplacer après le tir car il existe une multitude de systèmes électroniques, comme le radar de contre-batterie qui peut détecter automatiquement les tirs d'artillerie en temps quasi réel et diriger les tirs de contre-batterie de l'artillerie amie.

#### Katyusha
Le Tire et détale a été rendu possible et utilisé à l'origine par l'artillerie à roquettes soviétique Katyusha, dont la construction rudimentaire de rails sur un châssis de camion la rendait relativement légère et mobile, tandis que sa salve complète rapide de 7 à 10 secondes, sa recharge lente et son absence totale de protection faisaient du changement de position sa principale tactique et sa meilleure défense.

### Guerre froide
Les tactiques de tir et de déplacement ont été adoptées pour la première fois par l'OTAN au début des années 1960 par ses unités d'artillerie nucléaire utilisant des obusiers de 8 pouces remorqués et des roquettes MGR-1 Honest John montées sur camion. Ces unités fonctionnaient comme des canons ou des lanceurs uniques, généralement déployés dans une cachette, qui entraient en action lorsqu'on leur confiait une mission de tir nucléaire, tiraient et sortaient immédiatement de l'action pour se rendre dans une autre cachette adjacente à une autre position de tir.

### Guerre civile angolaise
Les Howitzers G6 de la South African Defence Force ont utilisé cette technique de manière très efficace en Angola contre les forces cubaines lors de la bataille de Cuito Cuanavale.

### Guerre du Golfe
Ces tactiques sont devenues normales pour les unités de missiles et ont été utilisées avec succès par les unités de missiles irakiennes lors de la guerre du Golfe de 1990 - 91.

## AS-90
Une version raffinée sont les zones de manœuvre de canon développées par le Royaume-Uni pour être utilisées par les batteries AS-90 lorsque la menace de contre-batterie est élevée. Ces zones couvrent plusieurs kilomètres carrés et les canons s'y déplacent par paires. La décision difficile consiste à déterminer combien de temps les canons peuvent rester à un endroit avant de se déplacer. Cela nécessite de juger de la réactivité de la contre-batterie ennemie. Dans ces zones, les éléments de commandement de la batterie restent au même endroit et il existe différentes options pour le réapprovisionnement des munitions embarquées des canons. La tactique est influencée par la cadence de tir des canons de manœuvre et le temps qu'ils mettent à se mettre hors service. Cependant, elle est également très éprouvante pour les équipages des canons et pour une utilisation prolongée, des équipes de relève sont essentielles.[pas clair]